# Bougatsa
La bougatsa (in greco: Μπουγάτσα) è un dolce tipico della cucina greca, di solito consumato a colazione, che consiste in una focaccia di pasta fillo cotta al forno, farcita di crema pasticcera o, nella versione salata, di formaggio mizithra o di carne macinata (κιμάς).

## Etimologia
Il nome deriva probabilmente dal greco medievale πογάτσα (pogátsa), derivato a sua volta dal latino panis focacius.
Dolci diversi vengono chiamati con la terminologia correlata pogača (Serbia, Croazia) o poğaça (Turchia), ma si tratta di pietanze comunque profondamente diverse dalla preparazione greca.

## Origine
La bougatsa è originaria del Nord della Grecia e in particolare della Macedonia centrale: suo luogo d'origine sarebbe la cittadina di Serres (o, secondo alcuni, Veria o la stessa Salonicco), dove è probabilmente stata introdotta dai profughi dell'Asia Minore (odierna Turchia) e da dove si è diffusa in tutto il resto della Grecia. A Creta viene chiamata bougatsa Chaniòn (μπουγάτσα Χανιών), ossia bougatsa di Chania (chiamata dai Veneziani La Canea), perché in questa città viene preparata una versione leggermente diversa che utilizza formaggio locale mizithra (simile alla ricotta), al posto della crema. 
La città di Serres detiene il record per la realizzazione della più grande bougatsa del mondo, realizzata da oltre quaranta cuochi il 1º giugno 2008, che pesava 250 chili, era lunga 20 metri ed alta 60 centimetri.

## Preparazione
Il ripieno più comune, in tutta la Grecia, è quello dolce alla crema; tuttavia, nella sua zona di origine (Macedonia centrale, compresa la Penisola Calcidica) la bougatsa può anche essere salata, ossia ripiena di formaggio o di carne tritata, ed è quindi sempre necessario precisare con quale ripieno la si desidera, anche se si vuole quello dolce (μπουγάτσα με κρέμα). Tradizione vuole che l'impasto della bougatsa venga fatto volteggiare in aria sette volte durante la preparazione.